# Krzywaczka
Krzywaczka ist eine Ortschaft mit einem Schulzenamt der Gmina Sułkowice im Powiat Myślenicki der Woiwodschaft Kleinpolen in Polen.

## Geographie
Der Ort liegt im Salzburger Vorgebirge (Pogórze Wielickie) am rechten Ufer des Flusses Harbutówka bzw. Skawinka.
Die Nachbarorte sind Wola Radziszowska im Nordwesten, Głogoczów im Nordosten, Bęczarka im Südosten, Rudnik im Süden und Biertowice im Südwesten.
Andere Ortsteile: Brzezina.

## Geschichte
Der Ort wurde wahrscheinlich schon im Jahre 1229 als Dubrovice erstmals urkundlich erwähnt, und dann als Kriua Dubrowa (1311), Crivadambrowa (1325–1327, als die Pfarrei), Criva Dobroua (1331), Crsiva Damprowa (1336), Krziva Dambrowa (1346), Crziwadamborowa (1350), Krzywadambrowa (1351), Curua Dabrowa (1371) und erst im Jahre 1388 als Crziwaczka, Crzywaczka (1403), Thamborsko alias Crziwaczka (1409), und so weiter.
Bei der Ersten Teilung Polens kam Krzywaczka 1772 zum neuen Königreich Galizien und Lodomerien des habsburgischen Kaiserreichs (ab 1804).
1918, nach dem Ende des Ersten Weltkriegs und dem Zusammenbruch der k.u.k. Monarchie, kam Krzywaczka zu Polen. Unterbrochen wurde dies nur durch die Besetzung Polens durch die Wehrmacht im Zweiten Weltkrieg. Es gehörte dann zum Generalgouvernement.
Von 1975 bis 1998 gehörte Krzywaczka zur Woiwodschaft Krakau.

## Sehenswürdigkeiten
- Klassizistischer Gutshof (19. Jahrhundert)
- Römisch-katholische Kirche (erbaut 1911–1924)

## Verkehr
Durch Krzywaczka verläuft die Staatsstraße DK 52, die Bielsko-Biała mit Krakau verbindet.

## Persönlichkeiten
- Anna Plichta (* 1992), Radrennfahrerin